# أميمة بنت خلف
اميمة، وقيل: همينة بنت خلف، وقيل خالـد بن أسعد بن عامر بن بياضة بن سبيع بن جعثمة بن سعد بن مليح بن عمرو بن ربيعة الخزاعية، عمة طلحة ابن عبد الله، الملقب بطلحة الطلحات الجواد.
تزوجها خالد بن سعيد بن العاص، وهاجرت معه إلى الحبشة، وولدت له هناك سعيد وأمة.